# Бибер (приток Рейна)
Бибер (нем. Biber) — река в Германии и Швейцарии. Правый приток Рейна.
Берёт начало в немецкой федеральной земле Баден-Вюртемберг к юго-востоку от города Тенген. Течёт на юг, пересекает границу со Швейцарией. Впадает в Рейн в местечке Бибермюле западнее Хемисхофена (кантон Шаффхаузен). Длина реки составляет 23,8 км. Высота устья 500 м.
В 1900-х годах на реке случались наводнения.